# Castiglione d'Intelvi
Castiglione d'Intelvi is een plaats en was een gemeente in de Italiaanse provincie Como (regio Lombardije) en telt 824 inwoners (31-12-2004). De oppervlakte bedraagt 4,3 km², de bevolkingsdichtheid is 190 inwoners per km².
Op 1 januari 2018 ging de gemeente Castiglione d'Intelvi samen met de andere gemeenten Casasco d'Intelvi en San Fedele Intelvi op in Centro Valle Intelvi.
De volgende frazioni maakten deel uit van de gemeente: Rifugio Giuseppe e Bruno in Val d'Intelvi.

## Demografie
Castiglione d'Intelvi telt ongeveer 375 huishoudens. Het aantal inwoners steeg in de periode 1991-2001 met 15,0% volgens cijfers uit de tienjaarlijkse volkstellingen van ISTAT.
| Jaar | Inwoneraantal |
| ---- | ------------- |
| 1991 | 661           |
| 2001 | 760           |

## Geografie
Castiglione d'Intelvi ligt op ongeveer 892 m boven zeeniveau.
Castiglione d'Intelvi grensde aan de volgende gemeenten: Blessagno, Casasco d'Intelvi, Cerano d'Intelvi, Dizzasco, San Fedele Intelvi.

]
1. ↑  Popolazione Residente al 1° Gennaio 2018. Istituto Nazionale di Statistica. Geraadpleegd op 16 maart 2019.